# 全国团结委员会
全国团结委员会（土耳其語：Milli Birlik Komitesi, MBK）是1960年土耳其政变后成立的国家最高立法机构，由38名军官组成。1961年土耳其大选舉行後全国团结委员会解散。其全体成员成为参议院的终身议员。